# Vestido de novia de Meghan de Sussex
El vestido de novia de Meghan de Sussex es el traje que la duquesa lució en su boda con el príncipe Enrique, la cual tuvo lugar el 19 de mayo de 2018 en el Castillo de Windsor, en Berkshire (Reino Unido).
El vestido y sus complementos (el velo y una tiara) fueron expuestos por la Royal Collection Trust en el Castillo de Windsor desde octubre de 2018 hasta febrero de 2019 y en el Palacio de Holyrood de junio a octubre de 2019.

## Especulación
Hubo especulación acerca del traje de novia de Meghan Markle incluso antes de que se anunciase su compromiso con el príncipe Enrique el 27 de noviembre de 2017 (se comentó que la novia no luciría un traje de color blanco debido a que ya había estado casada). En diciembre de 2017, el diseñador israelí Inbal Dror fue solicitado con el fin de que proveyese diseños para el vestido, si bien corrieron rumores de que Erdem Moralıoğlu y Ralph & Russo eran candidatos a la elaboración del traje. Para enero de 2018, el diseñador británico Stewart Parvin se había convertido en el favorito de las casas de apuestas, aunque terminaría perdiendo popularidad en favor de Alexander McQueen. En 2016, con motivo de que su personaje en Suits contrajese matrimonio, Markle había comentado su preferencia por las líneas simples; gran admiradora del estilo de Carolyn Bessette, describió su traje de novia, obra de Narciso Rodríguez, como «su objetivo a seguir» (la prensa informó que la propia Markle pagaría el vestido, dato que posteriormente sería confirmado).

## Diseñadora
Meghan eligió a la diseñadora Clare Waight Keller debido a que «quería enfatizar el éxito de un talento líder británico quien ahora ha servido como la mente creativa de tres casas de moda globalmente influyentes — Pringle of Scotland, Chloé, y ahora Givenchy»,  además de por su «estética elegante» y «porte relajado» (Waight Keller llevaba trabajando como directora creativa de Givenchy desde 2017).  
El vestido fue confeccionado en París por «un reducido grupo de atelieres», disponiéndose solamente de cinco meses para manufacturar tanto el traje como el velo y reuniéndose Markle y Waight Keller un total de ocho veces para realizar ajustes. La novia y la diseñadora trabajaron de forma conjunta en el diseño del vestido, el cual muestra una «elegancia minimalista atemporal» de acuerdo con un anuncio efectuado por el Palacio de Kensington, declarando Waight Keller que el traje debía «combinar modernidad a través de líneas pulcras y cortes agudos» al tiempo que rendía homenaje a la firma Givenchy. Ambas mantuvieron contacto a través de discretos mensajes de texto y llamadas telefónicas antes y después de la firma de acuerdos de no divulgación, no teniendo Waight Keller permiso para hacer público que ella era la diseñadora.

## Descripción

### Vestido
El diseño del traje y el nombre de su creadora fueron revelados cuando la novia descendió del coche y entró a la Capilla de San Jorge, donde se celebró el servicio religioso. El vestido, con un valor estimado en £387 000, está realizado en seda y presenta manga tres cuartos y escote barco además de poseer una cola con una falda incorporada de triple organza de seda. Waight Keller ayudó a desarrollar un cady de seda de doble enlace para la elaboración del atuendo, el cual solo presenta seis costuras y carece de encaje y cualquier otro tipo de adorno, si bien lleva cosido un trozo del vestido azul que Meghan lució en su primera cita con Enrique.
Para la recepción, Markle escogió un vestido de noche en color blanco lirio de la diseñadora Stella McCartney, valorado en alrededor de £80 000 y confeccionado en crepé de seda, sin mangas y con cuello halter.

### Velo
El traje cuenta con un velo de 5 metros de largo y 3 de ancho compuesto por una gran variedad de flores bordadas a mano así como simbólicas espigas de trigo. El velo requirió un mayor tiempo de elaboración que el vestido, invirtiendo los bordadores 500 horas de trabajo para completarlo y debiendo lavarse las manos cada 30 minutos con el fin de asegurarse de que la tela permanecía inmaculada hasta el día de la boda. Markle escogió dos de sus flores preferidas (el dulce de invierno, el cual crece a las afueras de Nottingham Cottage, hogar de la pareja por un tiempo; y la amapola de California, en referencia al estado natal de la novia) junto con otras flores representativas de los 53 países que conforman la Commonwealth, reflejo del interés de ambos por la labor de la Mancomunidad de Naciones. Los países y sus respectivas flores son:
- Antigua y Barbuda: maguey (agave karatto).
- Australia: zarzo dorado (Acacia pycnantha).
- Bahamas: guarán amarillo (Tecoma stans).
- Bangladesh: lirio de agua blanco (variante blanca de Nymphaea nouchali).
- Barbados: orgullo de Barbados (Caesalpinia pulcherrima).
- Belice: orquídea negra (Prosthechea cochleata).
- Botsuana: uña de gato (Uncaria tomentosa).
- Brunéi: simpor (Dillenia suffruticosa).
- Camerún: pruno africano (Prunus africana).
- Canadá: Vornus canadensis.
- Chipre: Cyclamen cyprium.
- Dominica: Poitea carinalis.
- Fiyi: tagimaucia (Medinilla waterhousei).
- Gambia: orquídea blanca.
- Ghana: oreja de elefante (Caladium).
- Granada: buganvilla (Nyctaginaceae).
- Guyana: victoria regia (Victoria amazonica).
- India: loto indio (Nelumbo nucifera).
- Islas Salomón: hibisco (Hibiscus).
- Jamaica: palo santo de América (Guaiacum officinale).
- Kenia: orquídea tropical.
- Kiribati: Bidens kiribatiensis.
- Lesoto: aloe espiral (Aloe polyphylla).
- Malasia: rosa de China (Hibiscus rosa-sinensis).
- Malawi: loto (Nymphaea lotus).
- Malta: Vheirolophus crassifolius.
- Mauricio: Trochetia boutoniana.
- Mozambique: Markhamia zanzibarica.
- Namibia: welwitschia (Welwitschia mirabilis).
- Nauru: Calophyllum.
- Nigeria: trompeta amarilla (Costus spectabilis).
- Nueva Zelanda: kowhai (Sophora microphylla).
- Pakistán: jazmín (Jasminum officinale).
- Papúa Nueva Guinea: Dendrobium lasianthera.
- Reino Unido:
  - Escocia: cardo (Cirsium vulgare).
  - Gales: narciso (Narcissus).
  - Inglaterra: rosa.
  - Irlanda del Norte: lino (Linum usitatissimum).
- Ruanda: lirio antorcha (Kniphofia uvaria).
- Samoa: teuila (Alpinia purpurata).
- San Cristóbal y Nieves: poinciana (Delonix regia).
- San Vicente y las Granadinas: Spachea perforata.
- Santa Lucía: rosa y margarita.
- Seychelles: Angraecum eburneum.
- Sierra Leona: scadoxus (Scadoxus cinnabarinus).
- Singapur: orquídea de Singapur.
- Sri Lanka: lirio de agua azul (variante azul de Nymphaea nouchali).
- Suazilandia: Erica cerinthoides.
- Sudáfrica: protea (Protea cynaroides).
- Tanzania: violeta africana (Saintpaulia).
- Tonga: heilala (Garcinia sessilis).
- Trinidad y Tobago: chaconia (Warszewiczia coccinea).
- Tuvalu: franchipán (Plumeria rubra).
- Uganda: rosa del desierto (Adenium obesum).
- Vanuatu: Anthurium.
- Zambia: buganvilla (Bougainvillea).

### Zapatos
Los zapatos están basados en un refinado diseño de Givenchy y confeccionados en satén de seda.

### Tiara
El velo se hallaba coronado por la tiara bandeau de diamantes de la reina consorte María de Teck, prestada a Markle por la reina Isabel II. La joya es de origen inglés y fue creada en 1932, siendo el broche central de 1893. El bandeau (diseñado específicamente para acomodar el broche central) está realizado con platino y diamantes y se compone de una banda flexible de once tramos, perforada con óvalos entrelazados y pavé con grandes y pequeños diamantes brillantes,  con el centro engastado con un broche desmontable de diez diamantes brillantes. Este broche fue obsequiado a la entonces princesa María en 1893 por el condado de Lincoln con motivo de su boda con el entonces príncipe Jorge, duque de York. El bandeau y el broche fueron legados por María a Isabel II en 1953.

### Ramo
El príncipe Enrique recogió varias flores el día antes de la ceremonia en el jardín privado del Palacio de Kensington para incorporarlas al ramo de novia, diseñado por la florista Philippa Craddock. Entre las flores se incluían nomeolvides, las favoritas de la princesa Diana de Gales, escogidas por la pareja a modo de homenaje. También se incluyeron guisantes de olor, lirios de los valles, astilbes, jazmines, astrantias y pequeñas ramas de mirto, todo sujeto con una cinta de seda en color crudo teñida con pigmentos naturales.

### Cabello y maquillaje
El cabello de Markle fue peinado por Serge Normant, siendo el maquillaje obra de su amigo el estilista Daniel Martin.

## Recepción
Elizabeth Emanuel, una de las diseñadoras del vestido de novia de Diana de Gales, consideró el traje como una «declaración de moda realmente sólida» y declaró que Waight Keller «debería estar orgullosa porque Meghan se veía absolutamente hermosa y maravillosa» (la propia diseñadora afirmó que el príncipe Enrique le dijo las siguientes palabras: «Oh Dios mío. Gracias. Está absolutamente magnífica»).
Diversos medios de comunicación australianos notaron similitudes entre el traje de Meghan y el vestido de novia de Mary Donaldson en su boda con el príncipe Federico de Dinamarca en 2004, siendo también comparado con el traje de la firma Givenchy que la actriz Audrey Hepburn lució en la película de 1957 Funny Face (por su parte, la diseñadora Emilia Wickstead declaró que el vestido de Markle era idéntico a una de sus creaciones). Tanto en la prensa como en internet se llevaron a cabo numerosas comparaciones entre el atuendo de Meghan y el vestido de novia de Catalina de Cambridge, siendo este último considerado como el mejor de los dos. Las críticas se centraron, entre otros aspectos, en el intento de Markle por imitar el estilo de Carolyn Bessette; el traje fue comparado concretamente con un Versace que Bessette lució durante el Fire and Ice Ball de 1998, guardando su vestido para la recepción numerosas similitudes con el traje de novia de Bessette, si bien, a diferencia de este último, el atuendo de Meghan tenía escote halter.
El vestido recibió críticas mixtas por parte del público, siendo descrito por algunos como «precioso» e «impresionante», mientras que hubo quienes lo calificaron de «soso» e incluso afirmaron que estaba «mal ajustado» (expertos en moda argumentaron que el cady de seda habría sido difícil de mover en caso de que el vestido hubiese sido más ceñido). Varias celebridades (como la cantante Katy Perry), editores de moda, influencers y usuarios de la red social Twitter criticaron igualmente el atuendo, descalificándolo en base al corte, la forma y la «aburrida» tela mate de satén además de por la aparente falta de labor de sastrería en la cintura y las mangas, mientras que varios describieron el efecto en su conjunto como «penoso». Hubo burlas así mismo acerca del estilo y la longitud del velo, llegando al extremo de crearse un meme en el que se lo comparaba con un recibo de CVS.
Robin Givhan, de The Washington Post, resaltó que el traje «no era una declaración de alfombra roja de Hollywood... no era una fantasía de princesa Disney... el vestido era un telón de fondo; estaba al servicio de una mujer». Desiree Cooper, de Detroit Free Press, comparó el atuendo con un disfraz extraído de la serie The Handmaid's Tale, aunque reconoció que «podría haber llevado una bolsa de papel (lo que casi hizo) y no hubiera importado un ápice. Esa chica estaba simplemente deslumbrante». Pese a las críticas recibidas, menos de una semana después de la boda ya se estaban vendiendo vestidos de novia basados en el traje de Markle.